# Haemorhous cassinii
Haemorhous cassinii là một loài chim trong họ Fringillidae.